# Franz Friedrich Grünbaum

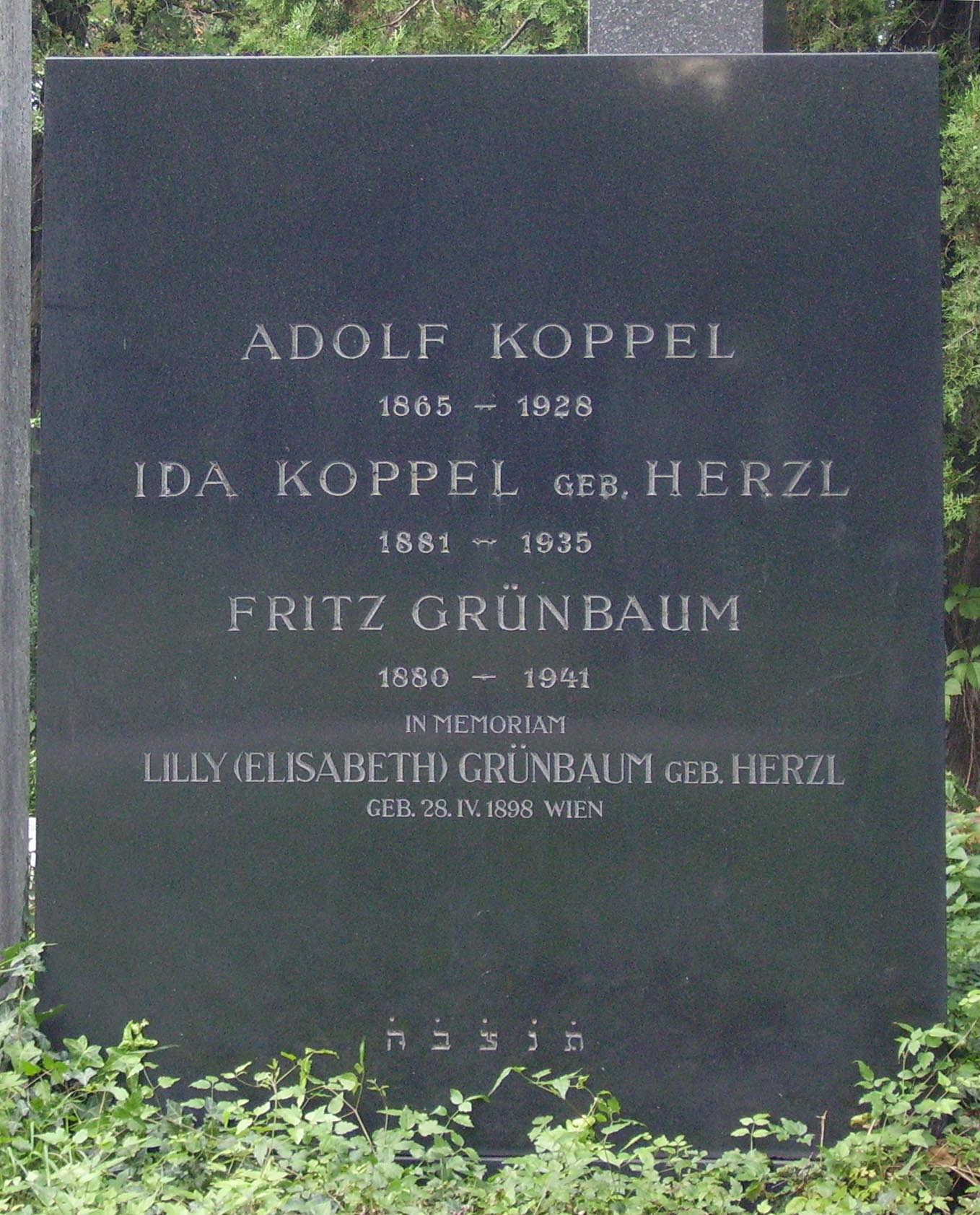
Hrob Fritze Grünbauma a jeho příbuzných na Vídeňském ústředním hřbitově (1. brána, 20/23/22), s nápisem pro jeho třetí manželku Lilly

Franz Friedrich Grünbaum, známý jako Fritz Grünbaum (7. dubna 1880 Brno – 14. ledna 1941 koncentrační tábor Dachau), byl rakouský kabaretní umělec, operetní zpěvák, režisér a filmový herec. Byl židovského původu a jeho mateřskou řečí byla němčina.

## Život
Narodil se v Brně v židovské rodině pojišťovacího agenta Wilhelma Grünbauma a jeho ženy Reginy rozené Saxel. Vyrůstal v početné rodině, měl čtyři sourozence – bratry Paula (1884–1942), Rudolfa (1881–1936), Ernsta (1883–1884) a sestru Elisu (1885-?). V Brně absolvoval obecnou školu, dál pokračoval ve studiu na 1. c. k. německém gymnáziu a po absolutoriu studoval v letech 1899–1903 ve Vídni na právnické fakultě Vídeňské univerzity.
Po úspěšném zakončení studia se začal naplno věnovat divadelní tvorbě a v roce 1905 představil svůj první text šansonu Klein Elschen und die Viere. O rok později byl angažován jako konferenciér v novém vídeňském kabaretu Hölle (Peklo). Zde také uvedl svou operetní prvotinu, jednoaktovku Phryne, na níž též spolupracoval libretista Robert Bodanzky a s hudbou pomáhal skladatel Edmund Eysler. Následovala další libreta k populárním operetám a úspěšné angažmá v kabaretu Chat noir (Černá kočka) v Berlíně, následně se roku 1910 vrátil zpět do Vídně. Předtím se v roce 1908 v Budapešti poprvé oženil, za ženu si vzal Karolínu Nagelmüller (1883–1930). V roce 1914 poprvé vystupoval v Biercabaret Simplicissimus (známém jako Simpl), kde uvedl se spoluautorem Wilhelmem Sterkem veselohru Sturmidyll (Idyla při útoku), která se vyznačovala rakouským vlastenectvím. Koncem téhož roku bylo rozvedeno jeho první manželství.
V roce 1915 se Fritz Grünbaum dobrovolně přihlásil do rakouské armády, která bojovala v první světové válce. Záhy absolvoval školu pro záložní důstojníky a na jaře roku 1916 byl zařazen v hodnosti četaře k pluku polních houfnic č. 8 a jako důstojnický čekatel se účastnil bojů na italské frontě. Přes všechny válečné útrapy se koncem roku 1916 Grünbaum podruhé oženil, za ženu si vzal zpěvačku Marii Ruth Drexel, avšak manželství po dvou letech skončilo rozvodem. V roce 1917 byl služby na frontě zproštěn, nastoupil do Vídně jako zásobovací důstojník a válku skončil v hodnosti poručíka.
V roce 1919 se potřetí oženil s Lilly (Elisabeth) Herzl, toto manželství bylo šťastné a vydrželo po celý zbytek jeho života. Od 20. let Grünbaumova kariéra nabrala na obrátkách. V roce 1920 nastoupil jako konferenciér do Berlína, v následujícím roce se vrátil do Vídně, kde započal spolupráci s Karlem Farkasem a v roce 1923 se stal ředitelem kabaretu „Hölle“. Pak následoval opět Berlín, kde vystupoval v kabaretu KadeKo (Kabaret der Komiker), kde poprvé zazněl šlágr “Ich hab das Fräul´n Helen´ baden sehn” (u nás znám pod názvem Já viděl Helenu v bazénu…). V roce 1926 vstoupil spolu s Farkasem do vídeňského Stadttheater, kde se ujal vedení, přispíval do Vídeňských listů a v dubnu roku 1927 inicioval volební provolání Manifestace za duchovní Vídeň. V roce 1929 hostoval se svým programem v několika českých lázních, v letech 1931–1932 hrál i v 10 zvukových filmech a vytvářel revuální programy pro kabarety.
V roce 1937 účinkoval na Světové výstavě v Paříži, koncem února roku 1938 mělo premiéru jeho poslední představení ve vídeňském kabaretu Simpl. Po anšlusu Rakouska do tzv. Tisícileté říše Adolfa Hitlera v březnu téhož roku byli Grünbaum a jeho žena zadrženi na hranicích při pokusu o útěk do Československa a museli se vrátit do Vídně. Brzy poté byl Grünbaum zatčen gestapem. Poté následovala jeho deportace do koncentračního tábora v Dachau, v září téhož roku byl převezen do koncentračního tábora v Buchenwaldu. V říjnu roku 1940 byl převezen zpět do koncentračního tábora v Dachau, kde 14. ledna roku 1941 zemřel. Následně byl 17. února 1941 pohřben na vídeňském Ústředním hřbitově. Jeho manželka Lilly zahynula 9. května 1942 ve vyhlazovacím táboře v Sobiboru.
Fritz Grünbaum byl ve své době hvězdou operety a kabaretu, kterému svým uměním vtiskl nezaměnitelnou podobu a tento žánr v německy mluvícím prostředí doslova zdomácněl.

## Dílo (výběr)
- 1905 – Kleine Elschen und die Viere, (první šanson, s hudbou Roberta Stolze)
- 1906 – Phryne, 1. operetní jednoaktovka, (spoluautor Robert Bodanzky, hudba Edmund Eysler)
- 1907 – Die Dollarprinzessin, libreto k operetě (spoluautor A. M. Willner, hudba Leo Fall)
- 1908 – Der Liebeswalzer, opereta (spoluautor Robert Bodanzky, hudba Carl Michael Zieher)
- 1914 – Sturmidyll, vlastenecká veselohra
- 1919 – Vom seligen Zensor
- 1920 – Die Czikosbaronesse, libreto k operetě
- 1930 – Grünbaum contra Grünbaum
- 1931 – Traumexpress, libreto k operetě (spoluautor Karel Farkas)
  - – Draußen in Schönbrunn a Ich hab das Fräuln Helen baden sehn (šlágr)
  - – Die Schöpfung
  - – Die Hölle im Himmel
  - – Der leise Weise

a několik dalších